# Eusyphax ianthe
Eusyphax ianthe är en insektsart som beskrevs av Ronald Gordon Fennah 1956. Eusyphax ianthe ingår i släktet Eusyphax och familjen Derbidae. Inga underarter finns listade i Catalogue of Life.